# Fear of a Blank Planet
Fear of a Blank Planet (englisch etwa für: „Furcht vor einem öden Planeten“, abgekürzt FOABP) ist das neunte Studioalbum von Porcupine Tree. Der Titel lehnt sich an das Album Fear of a Black Planet von Public Enemy an.

## Musikstil
Auf FOABP gehen die einzelnen Titel ineinander über und sollen so den Hörer in eine andere Welt eintauchen lassen. Ferner wird mit diesen, verglichen mit einzelnen Songs, größeren „Stücken“ von Musik auch eine Referenz auf die Musik der 70er Jahre gelegt und eine neue Ebene des „Porcupine Tree Way“ erstellt.
Mit „Anesthetize“ kann man schon den Stil des Nachfolgealbums The Incident erkennen. Speziell dieser Titel wird später von Steven Wilson selbst auch als „Fingerübung“ für das Nachfolgealbum bezeichnet.
Allgemein ist das Album bestimmt von melodiösen Titeln, die sich im Bereich zwischen Rock und Metal finden. Dabei steht oft die Gitarre im Vordergrund, unterlegt von einem komplexen Schlagzeugspiel und von auf dem Synthesizer erzeugten Texturen.

## Entstehungsgeschichte
“[…] You can take the title quite literally. My fear is that the current generation of kids who're being born into this information revolution, growing up with the Internet, cell phones, iPods, this download culture, 'American Idol,' reality TV, prescription drugs, PlayStations — all of these things kind of distract people from what's important about life, which is to develop a sense of curiosity about what's out there.”

„Man kann den Titel [Anm.: des Albums] ziemlich wörtlich nehmen. Meine Befürchtung ist, dass die derzeit aufwachsende Generation von Jugendlichen, die in diese Informations-Revolution hineingeboren wurden, die aufwachsen mit dem Internet, Handys, iPods, dieser Download-Kultur, American Idol, Reality-TV, verschreibungspflichtigen Medikamenten, PlayStations - alle diese Sachen lenken die Aufmerksamkeit der Leute davon ab, was im Leben wirklich wichtig ist, und das ist eine Neugierde zu entwickeln für das, was da draußen ist.“

Das Konzept des Albums ist vor allem vom Roman Lunar Park des Schriftstellers Bret Easton Ellis inspiriert. Dabei werden Texte des Albums auch teilweise direkt aus dem Roman entnommen, wie z. B. in „My Ashes“. Wilson thematisiert in seinen Texten Verhaltensstörungen und die Abschottung Jugendlicher vor der Realität durch den übermäßigen Konsum von elektronischen Medien.

## Visuelle Erscheinung
Die Gestaltung des Artworks stammt von Porcupine-Tree-Langzeit-Kollaborateur Carl Glover mit Fotomaterial des dänischen Fotografen und Filmemachers Lasse Hoile. Lasse Hoile übernahm ebenso die Erstellung der bei den Liveauftritten gezeigten Filme.
Das Cover zeigt die Nahaufnahme der Augenpartie eines Jungen in blauem Licht, welches vermutlich das Licht eines eingeschalteten Fernsehers in der Nacht sein soll.

## Titelliste
1. Fear of a Blank Planet – 7:28
2. My Ashes – 5:07
3. Anesthetize – 17:42
4. Sentimental – 5:26
5. Way Out of Here – 7:37
6. Sleep Together – 7:28

## Chartplatzierungen
Das Album ist in unterschiedlichen Editionen veröffentlicht worden. Neben der Standard-CD-Edition wurde „Fear of a Blank Planet“ auch als limitierte CD/DVD-V Special Edition inklusive 5.1 Surround Mix des Albums und 40-seitigem Booklet sowie als 2LP-Edition mit alternativer Tracklist (vereint die Album-Tracks mit den Tracks der später auch als CD veröffentlichten „Nil Recurring“-EP) veröffentlicht. Die 2LP-Edition wurde auch als Limited Edition mit zusätzlichem Artwork veröffentlicht. „Fear of a Blank Planet“ erschien auch als Grammy-nominierte, audiophile DVD-A-Version, welche den hochauflösenden 5.1 Surround Mix des Albums und der „Nil Recurring“-EP sowie zusätzliches Video-Material beinhaltet.
Es wurden keine Singles ausgekoppelt.

## Gastmusiker
Auf dem Album wirkten auch andere bekannte Musiker vor allem der Progressive-Rock-Szene mit:
- Alex Lifeson von Rush spielt ein Gitarrensolo auf „Anesthetize“
- Robert Fripp von King Crimson wirkt auf „Way Out of Here“ mit
- John Wesley wirkt allgemein im Hintergrundgesang mit

## Rezeption
Das Album wurde bei den Grammy Awards 2008 in der Kategorie „Best Surround Sound Album“ nominiert, hat den Preis aber gegen „Love“ von den Beatles verloren. Im Juni 2015 wählte das Fachblatt Rolling Stone das Album auf Platz 39 der 50 besten Progressive-Rock-Alben aller Zeiten.